# الديزل (فلم)
الديزل هو فيلم حركة وتشويق وإثارة مصري تم عرضه في 21 أغسطس 2018 من إخراج كريم السبكي وبطولة محمد رمضان وياسمين صبري.

## ملخص القصة
تدور أحداث فيلم «الديزل» حول الدوبلير «بدر الديزل»، الذي يعيش في حارة شعبية، ويمر بالعديد من المواقف، حيث يتعرف على نجمة سينمائية شهيرة «دنيا الصياد»، التي تعمل اخته عفاف مساعدة لها، وتتطور الأحداث وتتعرض عفاف للقتل، ويقرر الانتقام ممن قتلها.

## طاقم التمثيل
- محمد رمضان: (بدر الديزل)
- ياسمين صبري: (دنيا الصياد)
- هنا شيحة: (عفاف)
- فتحي عبد الوهاب: (راغب)
- تامر هجرس: (فايز)
- محمد علي رزق: (عماد)
- محمد عز: (زين)
- عارفة عبد الرسول: (والدة بدر)
- بدرية طلبة: (أم بطة)
- عفاف مصطفى: (خادمة دنيا)
- كارولين عزمي: (ماجدة)
- محمد حكيم: (ضابط البحث الجنائي)
- علاء حسني: (ضابط الأمن الوطني)

## هوامش
- يظهر محمد رمضان بشخصيتين هما بدر الديزل الشخصية الرئيسة للفيلم، وشخصيته الحقيقية كممثل.

## روابط خارجية
- مقالات تستعمل روابط فنية بلا صلة مع ويكي بيانات